# Desa Sundawenang (administrativ by i Indonesien, lat -7,38, long 108,00)
Desa Sundawenang är en administrativ by i Indonesien.   Den ligger i provinsen Jawa Barat, i den västra delen av landet, 180 km sydost om huvudstaden Jakarta.